# Gus Hall
Gus Hall (nascido Arvo Kustaa Halberg; 8 de outubro de 1910 – 13 de outubro de 2000) foi secretário-geral do Partido Comunista dos Estados Unidos (CPUSA) e candidato perene à presidência dos Estados Unidos. Ele foi o candidato do Partido Comunista nas eleições presidenciais de 1972, 1976, 1980 e 1984. Como líder trabalhista, Hall estava intimamente associado à chamada "Pequena greve de aço" de 1937, um esforço para sindicalizar os fabricantes de aço regionais menores do país. Durante o Second Red Scare, Hall foi indiciado sob a Lei Smith e foi condenado a oito anos de prisão. Após sua libertação, Hall liderou o CPUSA por mais de 40 anos, muitas vezes assumindo uma postura marxista-leninista ortodoxa.

## Antecedentes e início do ativismo político
Hall nasceu Arvo Kustaa Halberg em 1910 em Cherry Township, St. Louis County, Minnesota, uma comunidade rural no norte de Minnesota's Mesabi Iron Range. Ele era filho de Matt (Matti) e Susan (Susanna) Halberg. Os pais de Hall eram imigrantes finlandeses da região de Lapua e eram politicamente radicais: eles estavam envolvidos no Industrial Workers of the World (IWW) e foram os primeiros membros do Partido Comunista dos EUA (CPUSA) em 1919. A Faixa de Mesabi foi um dos assentamentos de imigração mais importantes para os finlandeses, que frequentemente eram ativos na militância trabalhista e no ativismo político. A língua materna de Hall era o finlandês, e ele conversou com seus nove irmãos nesse idioma pelo resto de sua vida. Ele não conhecia a terminologia política em finlandês e usava principalmente o inglês quando se reunia com comunistas finlandeses visitantes.
Hall cresceu em um lar comunista e desde cedo se envolveu na política. De acordo com Hall, depois que seu pai foi proibido de trabalhar nas minas por se juntar a uma greve do IWW, a família cresceu quase morrendo de fome em uma cabana de madeira construída por Halberg.
Aos 15 anos, para sustentar a família empobrecida de dez filhos, Hall deixou a escola e foi trabalhar nas madeireiras, minas e ferrovias de North Woods. Dois anos depois, em 1927, foi recrutado para o CPUSA por seu pai. Hall tornou-se um organizador da Liga dos Jovens Comunistas (YCL) no meio-oeste superior. Em 1931, um aprendizado no YCL qualificou Hall para viajar para a União Soviética para estudar por dois anos na Escola Internacional Lenin em Moscou.

## Mineápolis

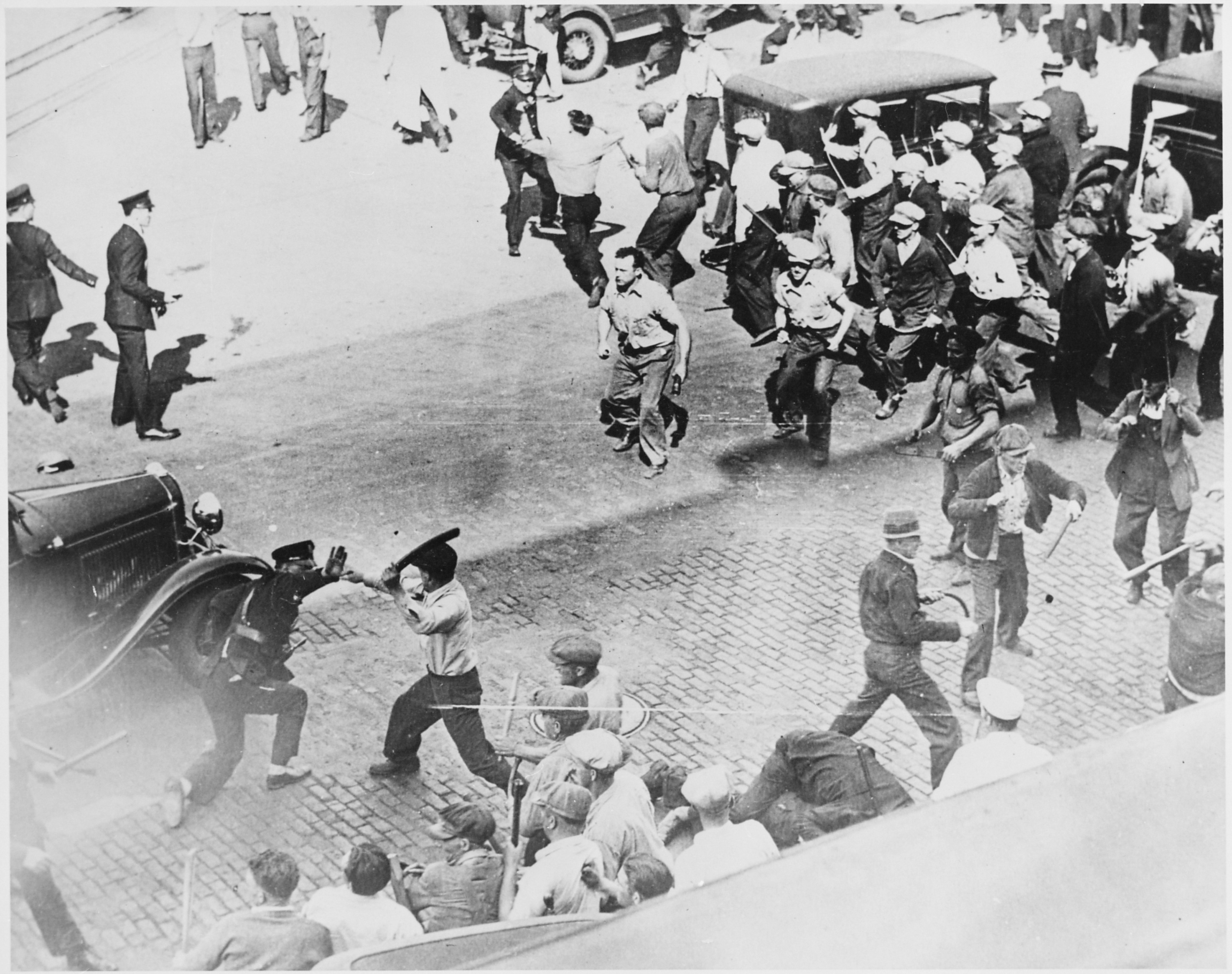
Batalha entre caminhoneiros armados com canos e a polícia nas ruas de Minneapolis, junho de 1934.

Após seus estudos, Hall mudou-se para Minneapolis para promover as atividades YCL lá. Ele esteve envolvido em marchas da fome, manifestações em nome dos agricultores e várias greves durante a Grande Depressão. Em 1934, Hall foi preso por seis meses por participar do "Minneapolis Teamster's Strike", liderado pelo trotskista Farrell Dobbs. Depois de cumprir sua sentença, Hall foi colocado na lista negra e não conseguiu encontrar trabalho com seu nome original. Ele mudou seu nome para Gus Hall, derivado de Kustaa (Gustav) Halberg. A mudança foi confirmada no tribunal em 1935.

## Ohio
No final de 1934, Hall foi para Mahoning Valley, em Ohio. Após a convocação para a organização na indústria siderúrgica, Hall estava entre os poucos contratados em uma usina siderúrgica em Youngstown, Ohio. Durante 1935-1936, ele esteve envolvido no Congresso de Organizações Industriais (CIO) e foi um dos fundadores do Comitê Organizador dos Trabalhadores do Aço (SWOC), que foi criado pelo CIO. Hall afirmou que ele e outros persuadiram John L. Lewis, que foi um dos fundadores do CIO, de que o aço poderia ser organizado.

## Casamento e família
Em Youngstown, Hall conheceu Elizabeth Mary Turner (1909–2003), uma mulher de origem húngara. Eles se casaram em 1935. Elizabeth era uma líder por mérito próprio, entre as primeiras siderúrgicas e secretária da SWOC. Eles tiveram dois filhos, Barbara (Conway) (nascida em 1938) e Arvo (nascida em 1947).

## Greve "Little Steel" e serviço militar
Hall foi o líder da greve "Little Steel" de 1937, assim chamada porque foi dirigida contra a Republic Steel, a Bethlehem Steel e a Youngstown Sheet and Tube Company, em oposição à gigante da indústria US Steel. Anteriormente, havia firmado um contrato com a SWOC sem greve. A greve acabou sendo malsucedida e prejudicada pelas mortes de trabalhadores nas fábricas da Republic em Chicago e Youngstown. Hall foi preso por supostamente transportar materiais para a fabricação de bombas destinadas à fábrica da Republic em Warren, Ohio. Ele se declarou culpado de uma contravenção e foi multado em US $500. SWOC tornou-se o United Steelworkers of America (USWA) em 1942. Philip Murray, presidente fundador do USWA, comentou certa vez que a liderança de Hall na greve em Warren e Youngstown foi um modelo de organização popular eficaz.
Após a greve de 1937, Hall se concentrou nas atividades do partido em vez do trabalho sindical e se tornou o líder do Partido Comunista dos EUA (CPUSA) em Youngstown em 1937. Suas responsabilidades no partido cresceram rapidamente e, em 1939, ele se tornou o líder do CPUSA na cidade de Cleveland. Hall concorreu na chapa do CPUSA para vereador de Youngstown e também para governador de Ohio, mas recebeu poucos votos. Em 1940, Hall foi condenado por fraude e falsificação em um escândalo eleitoral e passou 90 dias na prisão.
Hall se ofereceu para a Marinha dos Estados Unidos quando a Segunda Guerra Mundial estourou, servindo como maquinista em Guam. Durante os primeiros anos da guerra na Europa, o CPUSA manteve uma postura isolacionista, já que a União Soviética e a Alemanha nazista estavam cooperando com base no Pacto Molotov-Ribbentrop. Quando Hitler quebrou o tratado invadindo a URSS em junho de 1941, o CPUSA começou a apoiar oficialmente o esforço de guerra. Durante seu serviço naval, Hall foi eleito ausente para o Comitê Nacional do CPUSA. Ele foi dispensado da Marinha em 6 de março de 1946.
Visto como um leal a Moscou, a reputação de Hall no partido aumentou após a guerra. Em 1946, ele foi eleito para o conselho executivo nacional do partido sob o novo secretário-geral, Eugene Dennis, um marxista-leninista pró-soviético, que substituiu Earl Browder após a expulsão deste último do partido.

## Acusação durante o Red Scare e ascensão à chefe do CPUSA

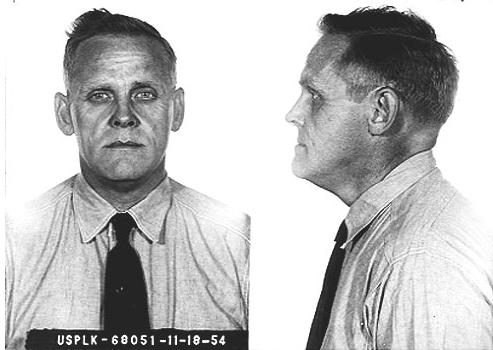
Mugshot de Hall, tirada durante sua sentença de prisão em Leavenworth, Kansas, por "Conspirar e ensinar a derrubada do governo dos Estados Unidos pela força ou violência", 1954

Agora um importante líder comunista americano no pós-guerra, Hall chamou a atenção das autoridades dos Estados Unidos. Em 22 de julho de 1948, Hall e 11 outros líderes do Partido Comunista foram indiciados sob a Lei de Registro de Estrangeiros, popularmente chamada de Lei Smith, sob a acusação de "conspiração para ensinar e defender a derrubada do governo dos Estados Unidos pela força e violência", embora seu convicção foi baseada inteiramente na defesa do pensamento marxista de Hall. A sentença de prisão inicial de Hall durou cinco anos.
Libertado sob fiança, Hall ascendeu ao secretariado do CPUSA. Quando a Suprema Corte manteve a Lei Smith (4 de junho de 1951), Hall e três outros homens pularam a fiança e foram para a clandestinidade. A tentativa de Hall de fugir para Moscou falhou quando ele foi pego na Cidade do México em 8 de outubro de 1951. Ele foi condenado a mais três anos e acabou cumprindo mais de cinco anos e meio na Penitenciária Federal de Leavenworth. Na prisão, ele distribuiu panfletos de festas e levantou pesos. Ele foi localizado em uma cela adjacente à de George Kelly, um notório gângster da era da proibição. A Suprema Corte dos Estados Unidos posteriormente reverteu algumas condenações sob a Lei Smith como inconstitucionais.
No início dos anos 1960, Hall corria o risco de enfrentar mais uma acusação, desta vez sob a Lei de Segurança Interna de 1950, conhecida como Lei McCarran, mas a Suprema Corte considerou a Lei parcialmente inconstitucional e o governo abandonou suas acusações. A lei exigia que as organizações de "ação comunista" se registrassem no governo e excluía os membros do partido de solicitar passaportes dos Estados Unidos ou ocupar cargos no governo. Por causa da lei, a carteira de motorista de Hall foi revogada pelo Estado de Nova York.
Após sua libertação, Hall continuou suas atividades. Ele começou a viajar pelos Estados Unidos, aparentemente de férias, mas reunindo apoio para substituir Dennis como secretário-geral. Ele acusou Dennis de covardia por não ir para a clandestinidade conforme ordenado em 1951 e também alegou que Dennis havia usado fundos reservados para a clandestinidade para seus próprios propósitos. A ascensão de Hall ao cargo de secretário geral foi geralmente inesperada pelos círculos comunistas americanos (esperava-se que o cargo fosse para Henry Winston ou Gil Green, ambas figuras importantes no YCL), embora Hall tivesse ocupado o cargo de interino secretário-geral brevemente no início dos anos 1950, após a prisão de Dennis. Em 1959, Hall foi eleito secretário-geral do CPUSA e posteriormente recebeu a Ordem de Lenin.

## Secretário-Geral do CPUSA
A era da Guerra Fria McCarthy teve um grande impacto no Partido Comunista dos EUA, já que muitos membros americanos foram chamados para testemunhar em comitês do Congresso. Além disso, devido à invasão soviética da Hungria em 1956, muitos membros se desencantaram e deixaram o partido. Eles também foram movidos pela rejeição do stalinismo pelo líder soviético Nikita Khrushchev. Nos Estados Unidos, a ascensão da Nova Esquerda e a invasão da Tchecoslováquia pelo Pacto de Varsóvia em 1968 criaram hostilidade entre os esquerdistas e o CPUSA, marginalizando-o.
Hall, junto com outros líderes do partido que permaneceram, procurou reconstruir o partido. Ele liderou a luta para recuperar a legalidade do Partido Comunista e se dirigiu a dezenas de milhares em Oregon, Washington e Califórnia. Prevendo uma democratização do movimento comunista americano, Hall falou de um "movimento político popular amplo" e tentou aliar seu partido a grupos radicais do campus, o movimento anti-Guerra do Vietnã, organizações ativas no movimento dos direitos civis e o novo ranking. e arquivar movimentos sindicais em um esforço para construir o CPUSA entre a geração jovem de ativistas "baby boomers". No final das contas, Hall falhou em forjar uma aliança duradoura com a Nova Esquerda.
Hall tinha a reputação de ser um dos defensores mais convictos das ações e interesses da União Soviética fora da esfera de influência política da URSS. De 1959 em diante, Hall passou algum tempo em Moscou todos os anos e foi um dos políticos americanos mais conhecidos na URSS, onde foi recebido por políticos soviéticos de alto nível, como Leonid Brezhnev.
Hall falava regularmente em campi e talk shows como um defensor do socialismo nos Estados Unidos. Ele defendeu que o socialismo nos Estados Unidos fosse construído sobre as tradições da democracia de estilo americano enraizada na Declaração de Direitos dos Estados Unidos . Ele costumava dizer que os americanos não aceitavam a Constituição sem uma Declaração de Direitos e não aceitariam o socialismo sem uma Declaração de Direitos. Ele professava profunda confiança nas tradições democráticas do povo americano. Ele continuou sendo um prolífico escritor de atualidades, produzindo um grande número de artigos e panfletos, muitos dos quais publicados na revista Political Affairs.
Durante as décadas de 1960 e 1970, Hall também fez aparições frequentes na televisão soviética, sempre apoiando a posição do regime soviético. Hall guiou o CPUSA de acordo com a linha partidária do Partido Comunista da União Soviética (CPSU), rejeitando quaisquer esforços de liberalização como o eurocomunismo. Ele também rejeitou os novos movimentos revolucionários radicais que criticavam a linha oficial do partido soviético de "coexistência pacífica" e clamavam por uma revolução mundial. Após a divisão sino-soviética, o maoísmo também foi condenado e todos os simpatizantes maoístas foram expulsos do CPUSA no início dos anos 1960.
Hall defendeu as invasões soviéticas da Tchecoslováquia e do Afeganistão, e apoiou o princípio stalinista do "socialismo em um só país". No início dos anos 1980, Hall e o CPUSA criticaram o movimento Solidariedade na Polônia. Em 1992, o diário moscovita Izvestia afirmou que o CPUSA havia recebido mais de $ 40 milhões em pagamentos da União Soviética, contradizendo as antigas reivindicações de independência financeira de Hall. O ex-general da KGB Oleg Kalugin declarou em suas memórias que a KGB tinha Hall e o Partido Comunista Americano "sob controle total" e que ele era conhecido por desviar "dinheiro de Moscou" para montar sua própria fazenda de criação de cavalos. O escritor e biógrafo de J. Edgar Hoover, Curt Gentry, observou que uma história semelhante sobre Hall foi plantada na mídia por meio da campanha secreta COINTELPRO do FBI de perturbação e desinformação contra grupos radicais de oposição.

## Candidato presidencial e anos posteriores

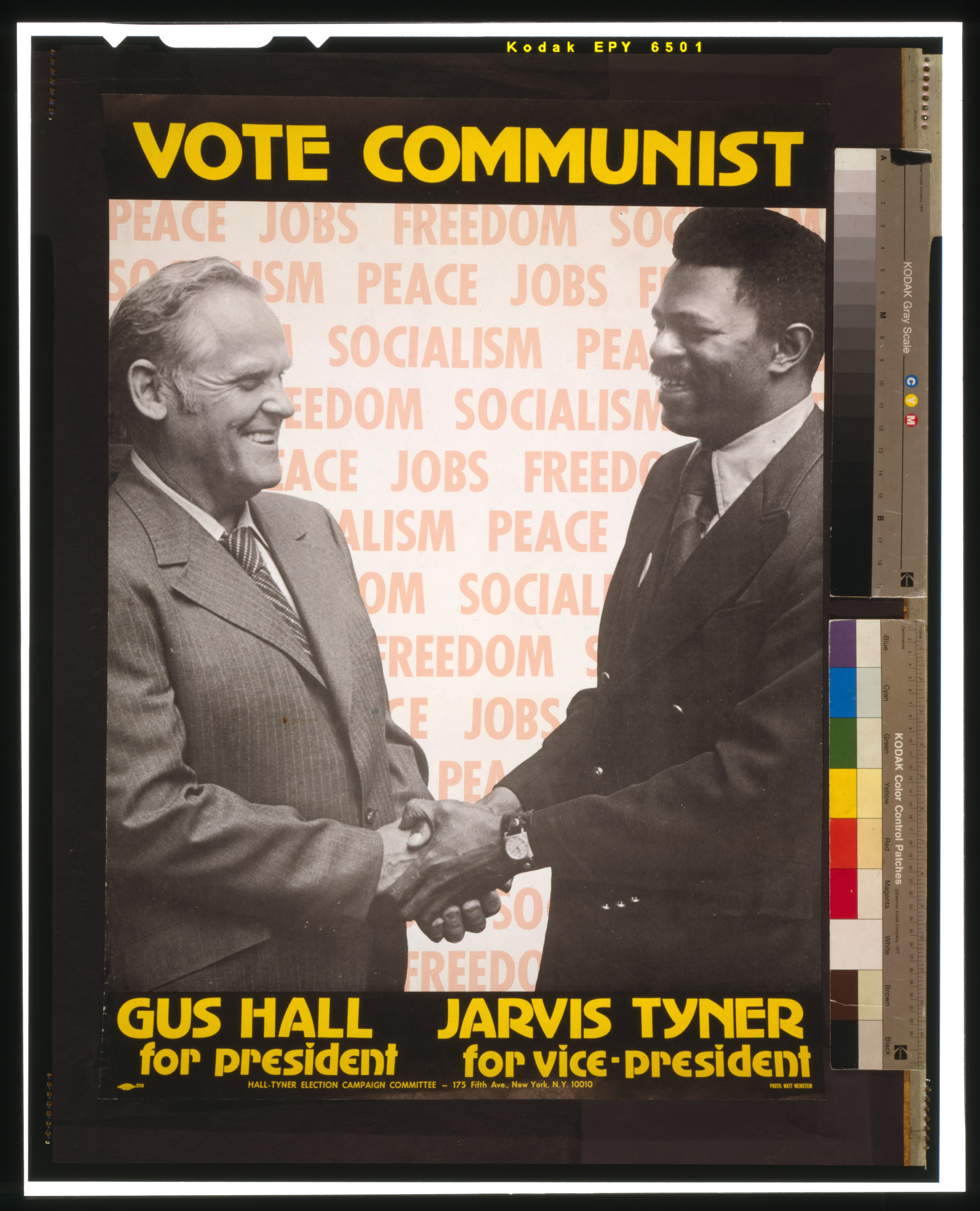
Cartaz da campanha de 1976

Na eleição presidencial dos Estados Unidos de 1964, o partido de Hall apoiou Lyndon B. Johnson, dizendo que era necessário impedir a vitória do conservador Barry Goldwater. Durante a eleição presidencial de 1972, o CPUSA retirou seu apoio ao Partido Democrata e nomeou Hall como seu candidato. Hall concorreu à presidência quatro vezes - em 1972, 1976, 1980 e 1984 - as duas últimas vezes com Angela Davis. Das quatro eleições, Hall recebeu o maior número de votos em 1976, em grande parte por causa do escândalo Watergate, trazendo votos de protesto para partidos menores. Hall classificou-se apenas em oitavo lugar entre os candidatos presidenciais. Devido às grandes despesas de candidatura, à dificuldade em cumprir as árduas e diferentes disposições da lei eleitoral em cada estado e à dificuldade em obter cobertura da mídia, o CPUSA decidiu suspender as campanhas nacionais, continuando a apresentar candidatos em nível local. Ao encerrar as campanhas presidenciais, o CPUSA não renovou o apoio ao Partido Democrata.
| ano eleitoral | Running Mate | Votos recebidos (absolutos) | Votos recebidos (%) |
| ------------- | ------------ | --------------------------- | ------------------- |
| 1972          | Jarvis Tyner | 25.597                      | 0,03%               |
| 1976          | Jarvis Tyner | 58.709                      | 0,07%               |
| 1980          | Angela Davis | 44.933                      | 0,05%               |
| 1984          | Angela Davis | 36.386                      | 0,04%               |

A década de 1980 foi politicamente difícil para Hall e o CPUSA, pois um dos confidentes de confiança de Hall e o vice-chefe do CPUSA, Morris Childs, foi revelado em 1980 como um informante de longa data do Federal Bureau of Investigation. Embora Childs tenha sido levado para o Programa Federal de Proteção a Testemunhas dos Estados Unidos e recebido a Medalha Presidencial da Liberdade em 1987, Hall continuou a negar que Childs fosse um espião. Além disso, Henry Winston, deputado afro-americano de Hall, morreu em 1986. A base partidária negra questionava o fato de a liderança ser exclusivamente branca.
Após a dissolução da União Soviética em 1991, o partido enfrentou outra crise. Em entrevista coletiva naquele ano, Hall alertou sobre a caça às bruxas e o macarthismo na Rússia, comparando aquele país desfavoravelmente com a Coreia do Norte. Hall liderou uma facção do partido que se opôs à Glasnost e à Perestroika e, pelos radicais do PCUS, acusou Mikhail Gorbachev e Boris Iéltsin de "demolir" o socialismo. Hall apoiou o Vietnã e Cuba, mas criticou a República Popular da China por não se opor ao Ocidente. No final de 1991, membros que desejavam reformas fundaram os Comitês de Correspondência pela Democracia e Socialismo, um grupo crítico da direção que Hall estava levando o partido. Quando eles foram incapazes de influenciar a liderança, eles deixaram o partido e Hall os expurgou de seus membros, incluindo líderes como Angela Davis e Charlene Mitchell.
Durante os últimos anos de sua vida, Hall viveu em Yonkers, Nova York, com sua esposa, Elizabeth. Junto com os eventos políticos seguintes, Hall se envolveu em hobbies que incluíam colecionar arte, jardinagem orgânica e pintura. Em 2000, pouco antes de sua morte, Hall renunciou ao cargo de presidente do partido em favor de Sam Webb e foi nomeado presidente honorário. Em 1994, Michael Myerson, que havia deixado o CPUSA junto com Herbert Aptheker, Angela Davis, Gil Green e Charlene Mitchell, acusou Hall de viver uma "boa vida burguesa", incluindo "uma propriedade na elegante Hampton Bays".
Gus Hall morreu em 13 de outubro de 2000, no Hospital Lenox Hill, em Manhattan, devido a complicações do diabetes mellitus. Ele foi enterrado no Forest Home Cemetery perto de Chicago.

## Crítica
Quando o Partido dos Trabalhadores Socialistas Trotskistas (SWP) e seus líderes no Midwest Teamsters foram processados sob a Lei Smith em Minnesota em 1941, alguns membros do Partido Comunista apoiaram as ações do governo. Mais tarde, Hall admitiu que foi um erro do partido não lutar abertamente contra a prisão de membros do SWP sob a Lei Smith. O movimento trotskista manteve fortes opiniões negativas contra Hall; após sua morte, o trotskista World Socialist Web Site o denunciou pelo que eles perceberam como sua incompetência, lealdade à União Soviética e acusou o abandono da classe trabalhadora.
Às vezes, alguns oficiais soviéticos criticavam Hall acusando-o de má liderança do CPUSA. Os jovens comunistas americanos foram aconselhados a se distanciar do CPUSA, pois o partido estava sob intensa vigilância do FBI, e esses oficiais acreditavam que nessas condições o partido não teria sucesso.
Muitos conservadores viam Hall como uma ameaça aos Estados Unidos, com J. Edgar Hoover descrevendo-o como "um inimigo poderoso, enganoso e perigoso do americanismo". Uma declaração inflamatória anticristã foi falsamente atribuída a Hall, ganhando a hostilidade de alguns grupos cristãos, incluindo a Moral Majority de Jerry Falwell. Em um discurso de 1977, o futuro presidente dos Estados Unidos, Ronald Reagan, planejou citar esta alegada declaração de 1961 como prova dos males do comunismo: "Eu sonho com a hora em que o último congressista será estrangulado até a morte nas entranhas do último pregador. — e já que os cristãos parecem gostar de cantar sobre o sangue, por que não dar-lhes um pouco? Corte a garganta de seus filhos [e] puxe-os sobre o banco do enlutado e o púlpito e permita que eles se afoguem em seu próprio sangue, e então veja se eles gostam de cantar esses hinos." A declaração, que Reagan acabou eliminando de seu discurso porque alegou que não tinha "coragem" de dizê-la, foi falsamente alegada como tendo sido dita por Hall na oração fúnebre do ex-presidente do partido CPUSA , William Z. Foster. Mais tarde, Hall faria comentários positivos sobre o cristianismo; em 1963, ele chamou uma encíclica papal Pacem in terris de "a obra de um grande Papa". De acordo com Francis Nigel Lee, Hall tinha em alta consideração o Papa João XXIII e esperava um diálogo entre católicos e comunistas, escrevendo que "os marxistas mostraram sua notável disposição de acompanhar o gigantesco passo à frente do Papa João". Gus Hall também teria dito: “Nossa briga é com o capitalismo, não com Deus.”
Hall também foi acusado de homofobia, já que o CPUSA seguia uma doutrina stalinista de declarar a homossexualidade uma "tendência fascista". Como resultado, membros do partido abertamente gays, como Harry Hay, foram expulsos do partido na década de 1950. O Partido Comunista criticou os movimentos sociais emergentes nas décadas de 1960 e 1970, mantendo distância da Nova Esquerda. No entanto, alguns membros do CPUSA tentaram apelar aos jovens, com Gil Green a defender que “a linha correcta deveria ter sido tentar transformar esta convulsão entre os jovens numa espécie de movimento permanente, deixando a sua dinâmica funcionar com a nossa participação.” Apesar de os comunistas mexicanos e afro-americanos se oporem profundamente à homofobia, o CPUSA se opunha aos direitos LGBT, com o programa oficial do partido desde o início dos anos 1970 condenando qualquer comportamento “que encoraje ou promova relacionamentos homossexuais como uma alternativa a relacionamentos sadios, saudáveis e masculinos”. –relações femininas ou distrações da família como a unidade básica da sociedade e o componente fundamental do futuro que vemos para trazer à existência” e repudiando “como falsa qualquer tentativa de retratar o chamado estilo de vida gay como parte de um avanço e até mesmo revolucionário movimentos, ou para promovê-lo sob a forma de uma ideologia progressista". No entanto, o próprio Hall não era homofóbico. De acordo com Erwin Marquit, Hall procurou moderar a postura hostil do partido em relação aos grupos LGBT e, quando questionado pelo conselho estudantil da Universidade de Minnesota, declarou sua oposição à expulsão de membros homossexuais do partido. Hall também interveio em nome de Bernard Koten, um membro do partido que foi preso em Kiev em agosto de 1963 e acusado de homossexualidade. Hall reagiu fortemente à notícia da prisão de Koten e pediu que as acusações fossem retiradas "a menos que um crime mais sério estivesse envolvido". Após protestos de Hall e de vários ativistas progressistas, Koten foi libertado sem julgamento.

## Obras
- Peace can be won!, report to the 15th Convention, Communist Party, U.S.A., New York: New Century Publishers, 1951.
- Our sights to the future: keynote report and concluding remarks at the 17th National Convention of the Communist Party, U.S.A., New York: New Century Publishers, 1960.
- Main Street to Wall Street: End the Cold War!, New York: New Century Publishers, 1962.
- Which way U.S.A. 1964? The communist view., New York: New Century Publishers, 1964.
- On course: the revolutionary process; report to the 19th National Convention of the Communist Party, U.S.A. by its general secretary, New York: New Outlook Publishers and Distributors, 1969.
- Ecology: Can We Survive Under Capitalism?, International Publishers, New York 1972.
- Imperialism today; an evaluation of major issues and events of our time, New York, International Publishers, 1972 ISBN 0-7178-0303-1
- The energy rip-off: cause & cure, International Publishers, New York 1974, ISBN 0-7178-0421-6.
- The crisis of U.S. capitalism and the fight-back: report to the 21st convention of the Communist Party, U.S.A., New York: International Publishers, 1975.
- Labor up-front in the people's fight against the crisis: report to the 22nd convention of the Communist Party, USA, New York: International Publishers, 1979.
- Basics: For Peace, Democracy, and Social Progress, International Publishers, New York. 1980.
- For peace, jobs, equality: prevent "The Day after", defeat Reaganism: report to the 23rd Convention of the Communist Party, U.S.A., New York: New Outlook Publishers and Distributors, 1983. ISBN 0-87898-156-XISBN 0-87898-156-X
- Karl Marx: beacon for our times, International Publishers, New York 1983, ISBN 0-7178-0607-3.
- Fighting racism: selected writings, International Publishers, New York 1985, ISBN 0-7178-0634-0.
- Working class USA: the power and the movement, International Publishers, New York 1987, ISBN 0-7178-0660-X.